# GPSBabel
GPSBabel je multiplatformní, open source program umožňující převod GPS záznamů (trace logů) a pro konverzi mezi různými typy datových formátů GPS. Nabízí rozhraní příkazového řádku a grafické uživatelské rozhraní pro řadu operačních systémů.

## Použití
- GPSBabel je často používán při konverzi GPS záznamů z proprietárních datových formátů do formátu GPX. Příkladem může být projekt OpenStreetMap, který formát GPX používá pro skladování originálních dat.
- GPSBabel je populární v Geocaching komunitě, neboť umožňuje uživatelům sdílet data z jinak nekompatibilních GPS přijímačů.